# 暴徒级小型导弹舰
暴徒级小型导弹舰(英語：Buyan-class corvette)是俄罗斯海军装备的千吨级以下的近海部署的小型军舰，相当于世界其他国家的轻型护卫舰。
由金刚石（即阿尔玛兹）设计局研发，项目代号21630，未装备反舰导弹，使用简化版AK306自动舰炮，因此所作是浅水小型炮舰。首舰“阿斯特拉罕”号于2006年9月入役里海舰队。
2010年8月，公布了改进型号项目21631，称作“暴徒-M”级，装备了八联装垂直发射的反舰/攻陆导弹，改用了AK630M2高性能自动舰炮，放弃了多管火箭炮。首舰“格拉德·斯维亚日斯克”于2010年8月27日铺设龙骨。俄罗斯国防部于2010年5月26日订货5艘。 由于西方国家的制裁，本来使用德国MTU 16V4000 M90发动机无法进口，第六艘改为使用中国河南柴油机重工的CHD622V20柴油机。然而由于中国发动机的可靠性不足，后续舰艇使用了俄罗斯国产的科洛姆纳工厂的16D49发动机。
暴徒级对哈萨克斯坦海军的出口版本称作项目21632“龙卷风”。

## 舰只列表
| 舰名                | 造船厂                 | 铺设龙骨       | 下水          | 入役           | 舰队         | 状态    |
| 21630型             | 21630型                | 21630型        | 21630型       | 21630型        | 21630型      | 21630型 |
| ------------------- | ---------------------- | -------------- | ------------- | -------------- | ------------ | ------- |
| 阿斯特拉罕          | 圣彼得堡海军上将造船厂 | 2004年1月30日  | 2005年10月7日 | 2006年9月1日   | 里海区舰队   | 在役    |
| 伏尔加顿斯克        | 圣彼得堡海军上将造船厂 | 2005年2月25日  | 2011年5月6日  | 2011年12月28日 | 里海区舰队   | 在役    |
| 马哈奇卡拉          | 圣彼得堡海军上将造船厂 | 2006年3月24日  | 2012年4月27日 | 2012年12月4日  | 里海区舰队   | 在役    |
| 21631型             |                        |                |               |                |              |         |
| 格拉德·斯维亚日斯克 | 泽列诺多尔斯克         | 2010年8月27日  | 2013年3月9日  | 2014年7月27日  | 里海区舰队   | 在役    |
| 乌格里奇            | 泽列诺多尔斯克         | 2011年7月22日  | 2013年4月10日 | 2014年7月27日  | 里海区舰队   | 在役    |
| 大乌斯秋格          | 泽列诺多尔斯克         | 2011年8月27日  | 2014年5月21日 | 2014年12月19日 | 里海区舰队   | 在役    |
| 泽列内·多尔         | 泽列诺多尔斯克         | 2012年8月29日  | 2015年4月2日  | 2015年12月12日 | 波羅的海艦隊 | 在役    |
| 谢尔普霍夫          | 泽列诺多尔斯克         | 2013年1月25日  | 2015年4月3日  | 2015年12月12日 | 波羅的海艦隊 | 在役    |
| 上沃洛乔克          | 泽列诺多尔斯克         | 2013年8月29日  | 2016年8月22日 | 2018年6月1日   | 黑海舰队     | 在役    |
| 奥列霍沃-祖耶沃     | 泽列诺多尔斯克         | 2014年5月29日  | 2018年6月19日 | 2018年12月10日 | 黑海舰队     | 在役    |
| 印古什              | 泽列诺多尔斯克         | 2014年8月29日[ | 2019年6月11日 | 2019年12月28日 | 黑海舰队     | 在役    |
| 格赖沃龙            | 泽列诺多尔斯克         | 2015年4月10日  | 2020年4月     | 2021年1月30日  | 黑海舰队     | 在役    |
| 格拉德              | 泽列诺多尔斯克         | 2017年4月24日  | 2021年9月17日 | 2022年12月29日 | 波罗的海舰队 | 在役    |
| 纳罗·福明斯克       | 泽列诺多尔斯克         | 2018年2月23日  | 2022年12月9日 | 2023年12月25日 | 波罗的海舰队 | 在役    |
| 斯塔夫罗波尔        | 泽列诺多尔斯克         | 2018年7月12日  | 2024年6月11日 |                | 波罗的海舰队 | 建造中  |

## 战斗服役
2015年10月，格拉德·斯维亚日斯克号、乌格里奇号、大乌斯秋格号与猎豹级护卫舰达吉斯坦号在里海南部发射26枚远程舰对地巡航导弹打击叙利亚拉卡、阿勒颇、伊德利卜省的伊斯兰国反政府武装。航路经过伊朗、伊拉克，长1,500（930英里）以上。